# Records de Colombie de cyclisme sur piste
Les records de Colombie de cyclisme sur piste sont les meilleures performances réalisées par des pistards colombiens et homologuées par la Fédération.

## Hommes
| Épreuve                                         | Record   | Cycliste                                                          | Date             | Compétition                | Lieu                    | Ref   |
| ----------------------------------------------- | -------- | ----------------------------------------------------------------- | ---------------- | -------------------------- | ----------------------- | ----- |
| Sprint sur 200 mètres, départ lancé             | 9.362    | Kevin Quintero                                                    | 6 septembre 2019 | Championnats panaméricains | Cochabamba, Bolivie     | [ 1 ] |
| Kilomètre contre-la-montre, départ arrêté       | 57.508   | Kevin Quintero                                                    | 8 septembre 2019 | Championnats panaméricains | Cochabamba, Bolivie     | [ 2 ] |
| Sprint sur 750 mètres par équipes départ arrêté | 42.772   | Rubén Darío Murillo Fabián Puerta Santiago Ramírez                | 5 octobre 2016   | Championnats panaméricains | Aguascalientes, Mexique | [ 3 ] |
| Poursuite individuelle sur 4 000 mètres         | 4:15.649 | Eduardo Estrada                                                   | 7 octobre 2016   | Championnats panaméricains | Aguascalientes, Mexique | [ 4 ] |
| Poursuite par équipes sur 4 000 mètres          | 3:55.362 | Juan Esteban Arango Brayan Sanchez Eduardo Estrada Wilmar Paredes | 5 octobre 2016   | Championnats panaméricains | Aguascalientes, Mexique | [ 5 ] |

## Femmes
| Épreuve                                         | Record   | Cycliste                                                  | Date             | Compétition                | Lieu                    | Ref    |
| ----------------------------------------------- | -------- | --------------------------------------------------------- | ---------------- | -------------------------- | ----------------------- | ------ |
| Sprint sur 200 mètres, départ lancé             | 10.360   | Martha Bayona                                             | 5 septembre 2019 | Championnats panaméricains | Cochabamba, Bolivie     | [ 6 ]  |
| Contre-la-montre sur 500 mètres, départ arrêté  | 33.083   | Martha Bayona                                             | 7 septembre 2019 | Championnats panaméricains | Cochabamba, Bolivie     | [ 7 ]  |
| Sprint sur 500 mètres par équipes départ arrêté | 32.813   | Juliana Gaviria Martha Bayona                             | 5 octobre 2016   | Championnats panaméricains | Aguascalientes, Mexique | [ 8 ]  |
| Poursuite individuelle sur 3 000 mètres         | 3:31.121 | María Luisa Calle                                         | 18 janvier 2013  | Coupe du monde             | Aguascalientes, Mexique | [ 9 ]  |
| Poursuite par équipes sur 3 000 mètres          | 3:24.302 | María Luisa Calle Serika Gulumá Milena Salcedo            | 7 février 2013   | Championnats panaméricains | Aguascalientes, Mexique | [ 11 ] |
| Poursuite par équipes sur 4 000 mètres          | 4:29.651 | Jessica Parra Tatiana Dueñas Serika Gulumá Milena Salcedo | 30 mai 2018      | Jeux sud-américains        | Cochabamba, Bolivie     | [ 12 ] |